# Ambrosovszky Mihály
Ambrosovszky Mihály (Galánta, 1702. április 17. – Eger, 1792. február 2.) egri kanonok, egyházi író.

## Élete
Nagyszombatban tanult, ahol 1731-ben a bölcselet és a hittudomány doktora lett. Évekig Egerben volt tanár. 1754-től hat évig a püspöki iskolában volt igazgató és hittanár. 1755-től egresi apát, majd olvasó-kanonok és szabolcsi főesperes. Családja részére (Nagy Iván szerint) 1760-ban, úgy látszik, ő eszközölte ki a nemességet.

## Művei
- Ecclesia toto terrarum orbe triumphans Tyrnaviae, 1735.
- Historia ducum et regum Hungariae synopsis Agriae, 1757. (Ezen munkáról különösen Pray György dicsérőleg emlékezik.)
- Nova series episcoporum Agriensium ex archivo capituli depromta Uo. 1758.
- Mausoleum potentissimorum regni Hungariae regum et primorum militantis Hungariae docum Uo. 1758.
- Compendiosa chronologia Hungariae. Sive catalogus aut series Hungariae Regum. Uo. 1758.
- Appendix ad compendiosam chronologiam Hungariae, sive quinduplices catalogi I. Palatinorum; locumtenentum et pro-palatinorum. II. Judicum curiae regiae. III. Banorum Dalmatiae, Croatiae et Slavoniae. IV. Primatum Hungariae. V. Episcoporum Agriensium. Uo. 1758.
- Imago orbis ab orbe condito per saecula repartita, ac per breves aphorismos historice delineata. I. e Ilias in nuce. Uo. 1759.
- Pázmány Péter Kalauz nevű könyvének rövid sommája némely toldalékokkal. Uo. 1760.